# Valeriana hookeriana
Valeriana hookeriana är en kaprifolväxtart som beskrevs av Robert Wight och Arn. Valeriana hookeriana ingår i släktet vänderötter, och familjen kaprifolväxter. Inga underarter finns listade i Catalogue of Life.